# Пристрій для запису та відтворення думок
Пристрій для запису та відтворення думок — термін, що відноситься до будь-якого пристрою, який здатен як безпосередньо записувати, так і відтворювати через нейрокомп'ютерний інтерфейс, думки, емоції, мрії чи інші психічні процеси суб'єкта. Поки в даний час лише зображується в науковій фантастиці. Ідея отримала великий науковий інтерес з моменту розробки перших пристроїв з підтримкою нейрокомп'ютерного інтерфейсу. 
Термін онейрографія, що відноситься до запису снів, також є синонімом вищесказаного. 

## Зображення в мистецтві
Ця гіпотетична технологія є ключовим елементом у деяких ранніх коротких оповіданнях Вільяма Гібсона, включаючи його дебютний твір фрагменти Рози Голограми 1977 року, де такий пристрій називається ASP (Явне чуттєве сприйняття). У його трилогії "Sprawl" він називається Simstim (Simulation Stimulation) і описується як найпопулярніша форма розваг, еквівалентна поп-музиці XX століття. Тоді як більшість інших науково-фантастичних творів зображує сильно відредаговану документальну версію, що відтворює досвід людини, що записаний на такому пристрої. В творі Зимовий ринок описується пристрій, що здатен фіксувати мрії та уяви. 
У ряді фільмів, таких як « Мозковий штурм» (1983), «Коли настане кінець світу» (1991), « Дивні дні» (1995), « Остання фантазія: Духи всередині» (2001), також зображується ця технологія та її наслідки. 

## Дослідження
У грудні 2008 р. Відділ когнітивної нейронауки Міжнародного науково-дослідного інституту телекомунікацій анонсував власне дослідження трансляції нейронних сигналів на зображення.  Крім того, доктор Моран Серф з UCLA опублікував статтю для Nature 2010 року, в якій стверджував, що він та інші колеги-дослідники намагаються дати змогу психологам розшифровувати думки за допомогою електронної візуалізації мозкової діяльності.   Результати досліджень часто популяризуються як пристрій, що може записувати сни. Однак Моран Серф каже, що ніколи не висловлював цього твердження і сказав лише, що такий пристрій є теоретичною можливістю. 

### Поточні обмеження
В даний час пристрої нейрокомп'ютерного інтерфейсу здатні переводити обмежену кількість нейронних сигналів у цифрові сигнали, більшість з яких використовується для моторно-орієнтованого управління приєднаними пристроями. Трансляція зображень, які сприймаються або створюються в мозку, ще не досягнуто повністю. 

## Дивись також
- Онейронавтика
- TED-talk, лютий 2016: Моран Серф: Цей вчений може зламати ваші мрії [Архівовано 23 травня 2016 у Wayback Machine.]
- Ідентифікація думки